# ポワソニエール駅
ポワソニエール駅（ポワソニエールえき、仏: Poissonnière）は、フランス・パリの9区と10区に跨る、メトロ（地下鉄）7号線の駅。

## 概要
1910年11月5日、パリ交通公団の前身企業のひとつパリ都市鉄道会社 (CMP)によって、7号線最初の区間オペラ〜ポルト・ド・ラ・ヴィレット間が開業された際に開設された。

## 利用状況
2013年の年間乗車人員は359万4,301人で、これはパリメトロで145番目の多さである。

## 利用可能な鉄道路線
- パリメトロ
  -  7号線

## 歴史
- 1910年11月5日 - 7号線オペラ〜ポルト・ド・ラ・ヴィレット間の開業に伴い開設。

## 駅周辺
- リセ・ラマルティーヌ（フランス語版）

## バス路線
パリ交通公団 (RATP) の路線バス26・32・42・43・48系統が運行されている。

## 隣の駅
パリメトロ
 7号線
パリ東駅（ガール・ド・レスト） （Gare de l'Est） - ポワソニエール駅 - カデ駅（Cadet）

## ギャラリー

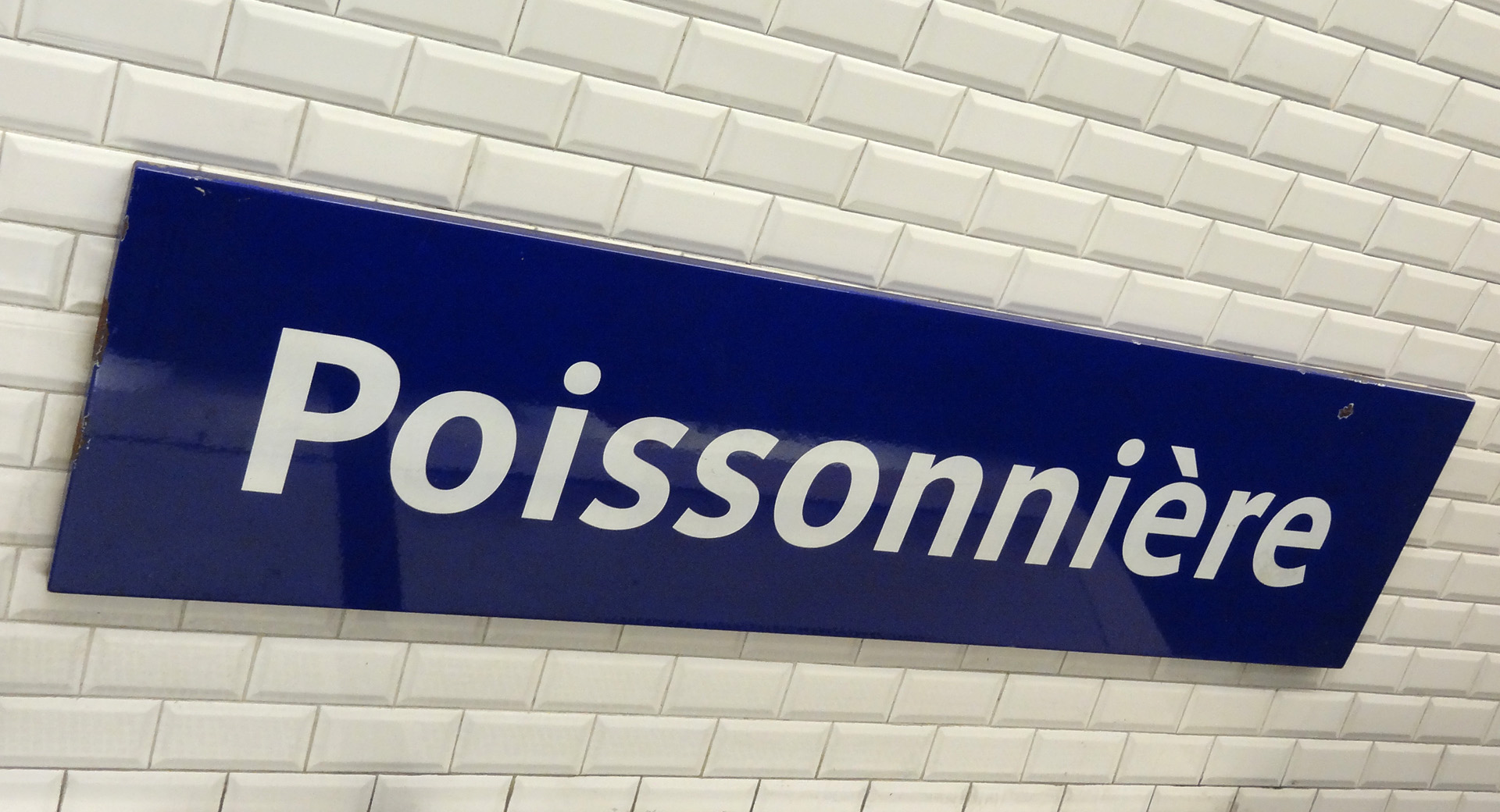
駅名標